# Лоуренс, Дженнифер
Дже́ннифер Шре́йдер Ло́уренс (англ. Jennifer Shrader Lawrence; род. 15 августа 1990, Индиан-Хилс, Кентукки, США) — американская актриса и продюсер. Известна своими ролями во франшизных боевиках и независимых драмах. Сборы фильмов с её участием составили свыше 6 миллиардов долларов. В 2015 и 2016 годах была признана самой высокооплачиваемой актрисой мира. В 2013 году попала в список 100 наиболее влиятельных людей по мнению журнала Time. C 2013 по 2016 год фигурировала в списке Forbes.
Ещё подростком Лоуренс начала карьёру с эпизодических ролей в сериалах. Её первой крупной работой стала одна из главных ролей в ситкоме «Билли Ингвал». В кино она дебютировала в 2008 году с второстепенной ролью в драме «Вечеринка в саду». Прорыв в карьере Лоуренс произошёл в 2010 году, когда она сыграла нищего подростка в независимой драме «Зимняя кость». Получила известность благодаря ролям Мистик во франшизе «Люди Икс» и Китнисс Эвердин в «Голодных играх», причём последняя сделала Лоуренс кассовой героиней боевиков.
Лоуренс сотрудничала с режиссёром Дэвидом О. Расселлом в трёх проектах, принёсших актрисе многочисленные награды. За роль в романтической комедийной драме «Мой парень — псих» выиграла премию «Оскар» за лучшую женскую роль. В 22 года стала второй самой юной лауреаткой премии в этой категории. Была награждена премией BAFTA за лучшую женскую роль второго плана за свою игру в чёрной комедии «Афера по-американски». Также актриса получила награды «Золотой глобус» за оба фильма и за роль бизнес-леди Джой Мангано в байопике «Джой». После ролей в фильмах, которые были неоднозначно встречены критиками, и пристального внимания прессы к её выбору ролей Лоуренс сделала небольшой перерыв в карьере и вернулась с фильмами «Не смотрите наверх», «Мост через озеро» и «Без обид».
Лоуренс — феминистка и выступает за репродуктивные права женщин. В 2015 году она основала благотворительный фонд Jennifer Lawrence Foundation, направленный на поддержку клубов мальчиков и девочек Америки и специальной Олимпиады. Вошла в состав беспартийной некоммерческой антикоррупционной организации RepresentUs. В 2018 году актриса основала кинокомпанию Excellent Cadaver.

## Биография

### Ранние годы (1990–2005)
Дженнифер Шрейдер Лоуренс появилась на свет 15 августа 1990 года в городке Индиан-Хилс, штат Кентукки, в семье владельца строительной компании Гэри и начальницы детского лагеря Карен (урождённая Кох). У неё есть два старших брата, Бен и Блейн. Из-за грубого поведения в детском саду Дженнифер не разрешали играть с другими девочками. Она училась в Средней школе Каммерер в Луисвилле. Дженнифер не любила своё детство из-за гиперактивности и социального беспокойства и считала себя изгоем среди своих сверстников. Она переставала беспокоиться, когда начала выступать на сцене. Актёрство давало Лоуренс чувство выполненного долга. В школе она играла в софтбол, травяной хоккей и баскетбол в команде мальчиков, которую тренировал её отец. Также Дженнифер была чирлидершей. Лоуренс увлекалась верховой ездой и почти каждый день ходила в местную лошадиную ферму. Упав с лошади, она повредила копчик. Когда её отец работал дома, она выступала перед ним, нарядившись клоуном или балериной. В девять лет Лоуренс сыграла проститутку в церковном спектакле, основанном на Книге пророка Ионы. Она продолжала играть в церковных спектаклях и школьных мюзиклах.
В 14 лет Лоуренс отдыхала с семьёй в Нью-Йорке. Кастинг-агент заметил её и отправил на прослушивания в кастинг-агентства. Несмотря на то, что маме не нравилась идея дочери стать актрисой, она ненадолго переехала в Нью-Йорк, чтобы Дженнифер ходила на пробы. После первого холодного чтения агенты назвали чтение Лоуренс лучшим, что когда-либо слышали. Но её мать считала, что они врут. Поначалу Дженнифер было тяжело, так как она была одиночкой и не имела друзей. Дженнифер подписала контракт с агентством CESD Talent Agency и убедила родителей разрешить ей пройти прослушивание в Лос-Анджелесе. Мать предлагала Дженнифер стать моделью, но последняя отказалась. В 14 лет она бросила школу, не получив аттестата об общеобразовательном развитии (ООР) или диплома. Лоуренс называла себя самоучкой и твердила, что её основным приоритетом была актёрская карьера. В перерывах между актёрской деятельностью Дженнифер приезжала в Луисвилл и подрабатывала в лагере своей мамы помощницей медсестры.

### Первые роли и прорыв (2006–2010)

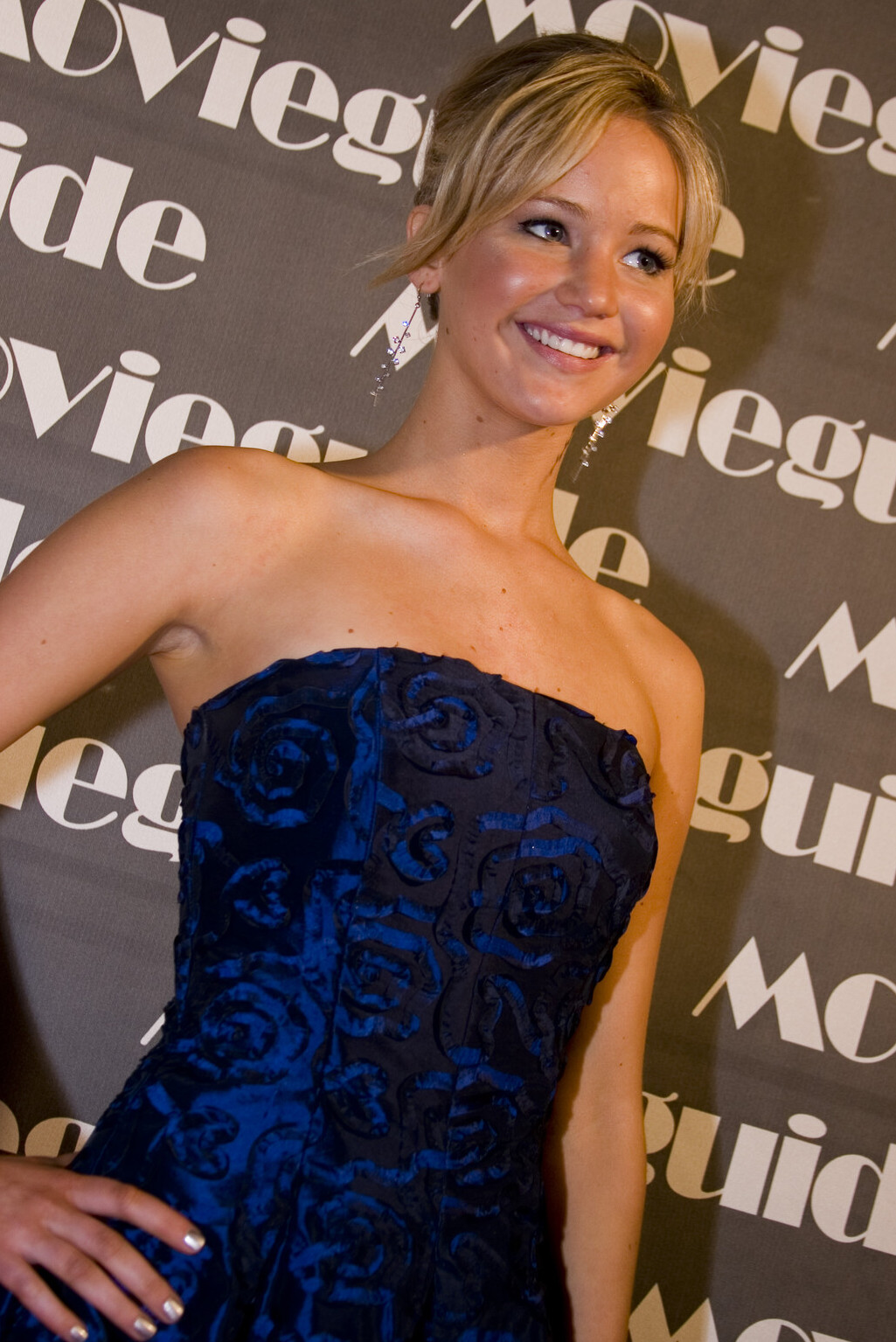
Лоуренс на церемонии вручения премии Movieguide Awards в 2007 году

Лоуренс начала свою карьеру в 2006 году с небольшой роли в телевизионном пилоте «Городская компания», но Paramount Pictures отказалась от него. Вскоре актрисе достались гостевые роли в таких телешоу, как «Детектив Монк» и «Медиум». Дженнифер получила роль постоянного персонажа в ситкоме TBS «Билли Ингвал», в котором актриса сыграла дочь-подростка Лорен. Сериал вышел в 2007 году и продержался в эфире три сезона. Телекритик из The Washington Post Том Шейлс считал, что своей ролью Дженнифер украла внимание зрителей. В 2009 году Лоуренс вручили премию «Молодой актёр» в номинации «Лучшая роль молодой актрисы в сериале».
Лоуренс дебютировала в кино в 2008 году в драме «Вечеринка в саду», в которой она сыграла трудного подростка Тифф. Затем актриса появилась в режиссёрском дебюте Гильермо Арриаги «Пылающая равнина». Лоуренс сыграла дочь-подростка героини Ким Бейсингер. Взрослую версию персонажа Лоуренс сыграла Шарлиз Терон. Игра Лоуренс принесла ей премию Марчелло Мастроянни на Венецианском кинофестивале в 2008 году. В том же году Лоуренс снялась в музыкальном клипе на песню «The Mess I Made» группы Parachute. В 2008 году она сыграла старшую из трех сестер, живущих с матерью-наркоманкой в драме Лори Петти «Дом покера». Стивен Фарбер из The Hollywood Reporter отмечал, что у Лоуренс перед камерой трогательная осанка, передающая устойчивость детей. Лента принесла актрисе премию за лучшую женскую роль на кинофестивале в Лос-Анджелесе.
Прорывом Лоуренс стала роль в независимой драме Дебры Граник «Зимняя кость», основанной на одноимённом романе Дэниела Вудрелла. В фильме Дженнифер сыграла 17-летнюю девочку-подростка Ри Долли, вынужденную присматривать за своей психически больной матерью и младшими братом и сестрой во время поиска пропавшего отца. За неделю до съёмок актриса отправилась в Озарк, чтобы пожить с семьёй, на которой был основан сюжет фильма. Готовясь к роли, она научилась драться, снимать шкуру с белок и рубить дрова. Журналист издания The New Yorker Дэвид Денби утверждал, что фильм бы не получился, если бы Ри сыграла менее харизматичная актриса. «Её игра — это больше, чем просто игра, это надвигающаяся буря. Глаза Лоуренс — это путеводная нить к тому, что разрывает Ри на части», — писал Питер Трэверс из Rolling Stone. Картина получила Гран-при жюри кинофестиваля «Сандэнс». Актриса была награждена премией Национального совета кинокритиков США за прорыв года и получила свои первые номинации на «Золотой глобус», премию Гильдии киноактёров США и «Оскар» за лучшую женскую роль, став второй юной номинанткой на «Оскар» в категории на тот момент.

### Мировое признание (2011–2013)

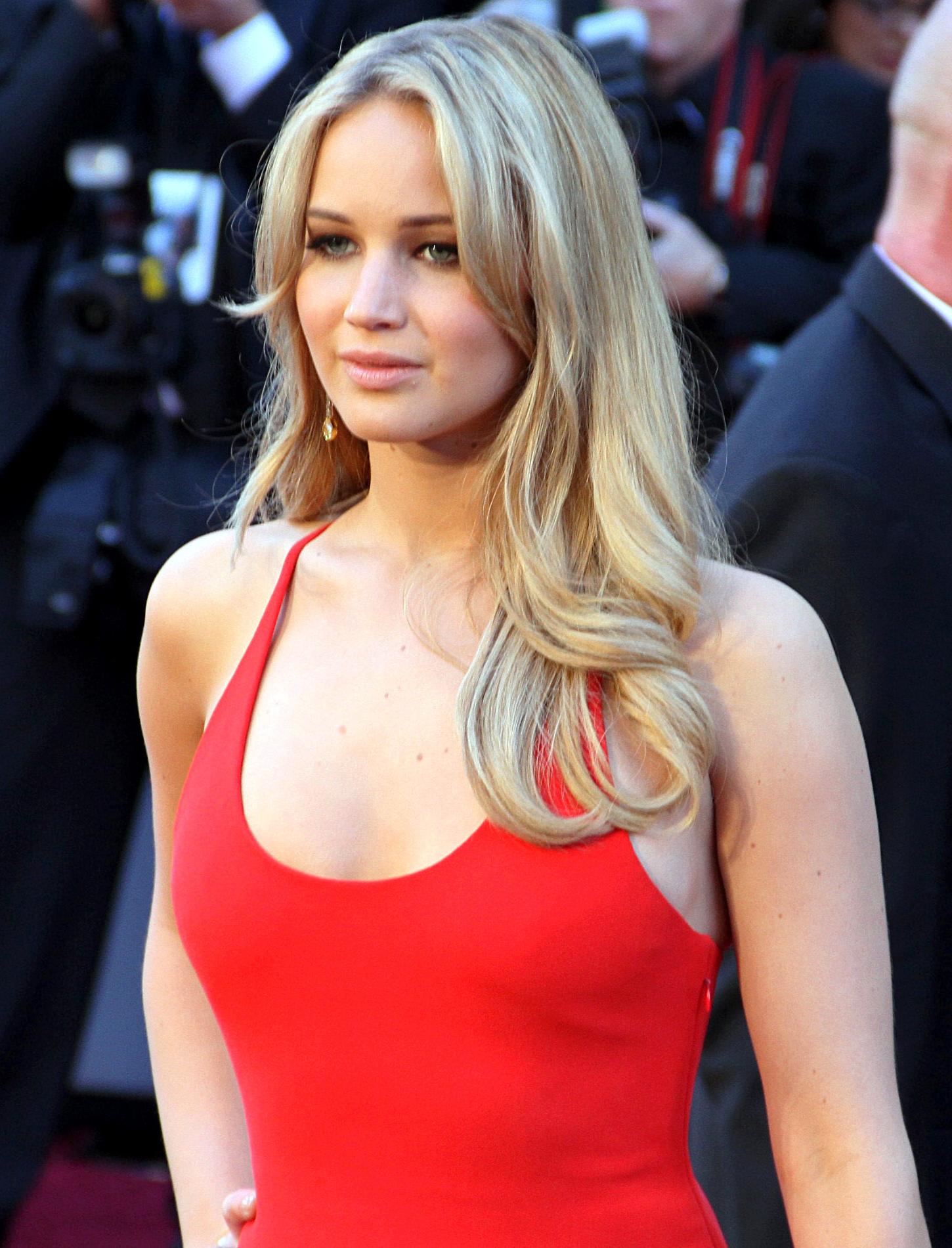
Лоуренс в 2011 году на 83-й церемонии вручения премии «Оскар», на которой она получила первую номинацию за роль в картине «Зимняя кость»

В 2011 году Лоуренс исполнила второстепенную роль в мелодраме «Как сумасшедший», повествующей об отношениях на расстоянии, с Антоном Ельчиным и Фелисити Джонс в главных ролях. Критик газеты Los Angeles Times Кеннет Туран назвал фильм напряжённой и приносящей большое удовлетворение историей о любви, а все три актёра передали чувство тоски персонажей. Актриса вновь поработала с Ельчиным в драмеди Джоди Фостер «Бобёр» вместе с Фостер и Мелом Гибсоном. В прокате картина собрала меньше половины в 21 миллион долларов. После «Зимней кости» Лоуренс снялась в кинокомиксе Мэттью Вона «Люди Икс: Первый класс», приквеле серии фильмов о Людях Икс. Актриса сыграла мутанта-оборотня Мистик, которого ранее играла Ребекка Ромейн. Готовясь к роли, Лоуренс похудела и практиковала йогу. Клаудия Пуиг из USA Today положительно отозвалась о перезапуске франшизы, а «энергичная игра» Лоуренс придала фильму сил. «Люди Икс: Первый класс» собрал в прокате свыше 350 миллионов долларов, став кассовой картиной в карьере Лоуренс на тот момент.
В 2012 году Лоуренс сыграла Китнисс Эвердин в «Голодных играх», экранизации первой книги одноимённой трилогии Сьюзен Коллинз. Действие фильма происходит в постапокалиптическом будущем и рассказывает историю о том, как подросток Эвердин присоединяется к повстанцам против тоталитарного режима после победы в ежегодной игре на выживание, транслирующейся по всему миру. Хотя Лоуренс и была поклонницей книг, она изначально не хотела сниматься из-за масштабности фильма, но мама актрисы убедила её согласиться на участие. Готовясь к роли, она училась стрельбе из лука, лазанию по скалам и деревьям, приёмам рукопашного боя и другим физическим упражнениям. Во время тренировок актриса поранилась, врезавшись в стену. «Голодные игры» получил благоприятные отзывы. Критики хвалили Лоуренс в образе Эвердин. Роджер Эберт описал фильм как «эффективное развлечение» и назвал Лоуренс «сильной и убедительной». Тодд Маккарти из The Hollywood Reporter назвал её «идеальной киноактрисой». В прокате «Голодные игры» собрали свыше 690 миллионов долларов и стали самым кассовым фильмом, где главную роль сыграла женщина. Лоуренс стала кассовой героиней боевиков всех времён. Успех фильма сделал её звездой мирового масштаба.

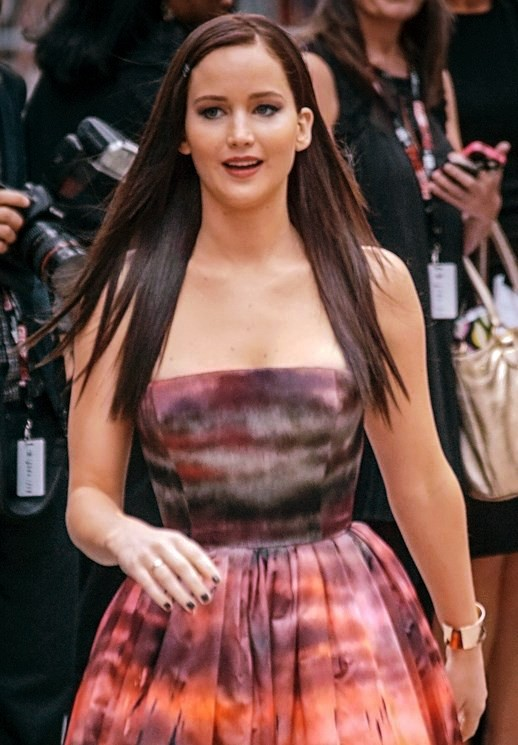
Лоуренс на премьере фильма «Мой парень — псих» на кинофестивале в Торонто в 2012 году

Позже в 2012 году Лоуренс сыграла Тиффани Максвелл в романтической драмеди Дэвида О. Расселла «Мой парень — псих», экранизации романа Мэтью Квика «Серебристый луч надежды». Фильм рассказывает о дружбе Тиффани и парня с биполярным расстройством Пэтом Солитано мл. в исполнении Брэдли Купера. Лоуренс привлекла сложная личность её героини. Актриса встретилась с Расселом через Skype. По мнению режиссёра, Лоуренс была слишком молода для роли. Актриса назвала работу над проектом лучшим опытом в своей жизни. Обозреватель журнала Time Ричард Корлисс писал: «Лоуренс всего лишь 21 год был, когда шли съёмки. Это редкий случай, когда молодая актриса играет взрослую героиню. Она угрюмая и знойная и придаёт каждой роли зрелый ум». «Лоуренс просто чудо. Она грубая, грязная, смешная, сквернословящая, неряшливая, сексуальная, яркая и ранимая. Иногда всё это смотрится в одной сцене, даже на одном дыхании», — писал Питер Трэверс. Лоуренс выиграла «Золотой глобус», премию Гильдии киноактёров США и «Оскар» за лучшую женскую роль, став в 22 года самой юной лауреаткой «Оскара» в этой категории. Последним фильмом 2012 года с участием актрисы стал триллер Марка Тондерая «Дом в конце улицы» вместе с Максом Тириотом и Элизабет Шу.
В январе 2013 года Лоуренс стала ведущей ночного скетч-шоу от NBC «Saturday Night Live». Первым фильмом того же года с её участием стала мистическая мелодрама «Дьявол, которого ты знаешь», отснятая ещё в 2005 году. Потом Лоуренс вновь сыграла Эвердин во второй части франшизы «Голодные игры» «Голодные игры: И вспыхнет пламя». Во время выполнения подводных трюков Лоуренс подхватила ушную инфекцию, из-за которой она временно потеряла слух. Кинокритик издания The Village Voice Стефани Захарек считала, что Китнисс Эвердин в исполнении Лоуренс стала идеальным образцом для подражания. «В игре Лоуренс нет ни ханжества, ни ложной скромности», — писала Захарек. В прокате «И вспыхнет пламя» собрал 865 миллионов долларов.
В том же году Лоуренс снялась у Рассела в чёрной комедии «Афера по-американски». Актриса сыграла Розалин Розенфельд, невротичную жену мошенника Ирвинга Розенфельда, которого сыграл Кристиан Бейл. События фильма вдохновлены операцией ФБР Abscam и разворачиваются на фоне политической коррупции в Нью-Джерси 1970-х годов. Джеффри Макнаб из The Independent назвал Лоуренс блестящей, смешной и язвительной в образе своей героини и похвалил сымпровизированную сцену агрессивного поцелуя персонажа Эми Адамс в губы. За роль актриса выиграла «Золотой глобус» и BAFTA за лучшую женскую роль второго плана и получила свою третью номинацию на премии Гильдии киноактёров США и «Оскар» в той же категории, став самой юной обладательницей четырёх номинаций на «Оскар».

### Состоявшаяся актриса (2014–2019)

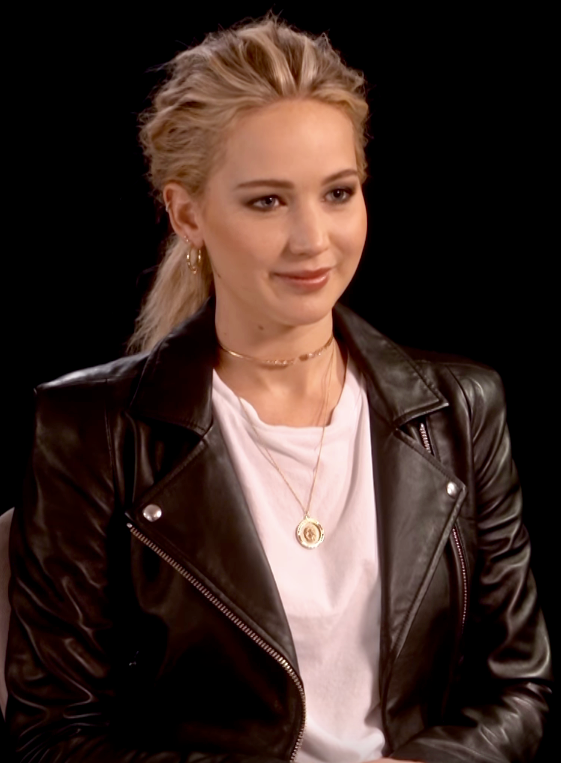
Лоуренс во время продвижения фильма «Красный воробей» в 2018 году

Лоуренс сыграла Серену Пембертон в драме Сюзанны Бир «Серена», основанной на романе Рона Рэша. В картине она и её муж Джордж в исполнении Брэдли Купера оказываются вовлечены в преступную деятельность, поняв, что не могут иметь детей. В 2014 году Лоуренс вновь сыграла Мистик в кинокомиксе «Люди Икс: Дни минувшего будущего», ставшего сиквелом лент «Люди Икс: Последняя битва» и «Люди Икс: Первый класс». Картина получила благоприятные отзывы и собрала в прокате 748,1 миллиона долларов, став кассовым фильмом франшизы на текущий момент. Джастин Чанг из Variety похвалил её образ в фильме, но отметил, что ей нечего было делать, кроме как «сердиться, рычать и позволять художникам по спецэффектам делать своё дело».
Следующими фильмами с участием Лоуренс стали последние две части франшизы «Голодные игры»: «Сойка-пересмешница. Часть 1» и «Часть 2». Для саундтрека к первой части она исполнила песню «The Hanging Tree», которая попала в международные чарты синглов</nowiki>
</ref>. В рецензии на заключительную часть франшизы Манола Даргис из газеты The New York Times провела параллели между путешествием Эвердин как лидера повстанцев и восхождением Лоуренс к славе. «Лоуренс теперь вживается в роль так же легко, как дышит, отчасти потому, что, как и все знаменитости, она, кажется, будет играть версию своей „истинной Я“», — писала Даргис. Оба фильма собрали в прокате свыше 650 миллионов долларов. 
Лоуренс в третий раз поработала с Дэвидом О. Расселлом над байопиком «Джой», в котором она сыграла Джой Мангано, проблемную мать-одиночку, ставшей успешной бизнес-леди благодаря изобретению чудо-швабры. Фильм не был хорошо встречен критиками, как предыдущие совместные работы Лоуренс и Расселла, но они единогласно хвалили игру Лоуренс. Ричард Роупер назвал «Джой» лучшей работой в карьере актрисы после «Зимней кости». За «Джой» актриса выиграла третий «Золотой глобус» и была ещё раз номинирована на «Оскар» за лучшую женскую роль, став самым молодым актёром в истории, получившим четыре номинации на премию киноакадемии.
Лоуренс начала 2016 год с озвучивания документального фильма «Прекрасная планета», снятого с борта Международной космической станции. Актриса в третий раз сыграла Мистик в кинокомиксе «Люди Икс: Апокалипсис». Критики встретили картину неоднозначно. Они сошлись во мнении, что переполненный экшн отвлёк от сюжетных тем и игры актёров. Журналистка Хелен О'Хара из Empire назвала кинокомикс разочарованием по сравнению с предыдущими частями франшизы и раскритиковала Лоуренс за то, что её героиня получилась очень мрачной. Несмотря на это, актриса выиграла премию People’s Choice Awards в категории «Любимая киноактриса». В том же году сыграла Аврору в научно-фантастическом фильме «Пассажиры» совместно с актёром Крисом Прэттом и за съёмки в котором она получила 20 млн долларов. Они исполнили роли двух людей, которые просыпаются на 90 лет раньше положенного срока на космическом корабле, направляющемся на новую планету. Лоуренс говорит, что она нервничала, выполняя свою первую сексуальную сцену и целуя женатого мужчину (Прэтта) на экране; она пила алкоголь, чтобы подготовиться к съемкам. К большому удивлению создателей и актёров фильма «Пассажиры» не понравились критикам. Лоуренс выступала в защиту картины, называя её «испорченной, сложной историей любви». Позже актриса пожалела об участии в фильме.
Единственным фильмом 2017 года с участием Лоуренс стал психологический хоррор Даррена Аронофски «Мама!». Актриса сыграла жену, которая испытывает травму, когда в её дом вторгаются незваные гости. Перед съёмками Лоуренс провела три месяца на складе в Бруклине. Роль давалась актрисе нелегко. Однажды у неё случился приступ гипервентиляции и ей дали дополнительный кислород. Также во время съёмок Дженнифер вывихнула ребро. Мнения зрителей по поводу фильма разделились, но критики отзывались положительно. В следующем году Дженнифер сыграла русскую шпионку Доминику Егорову, вступившую в контакт с тайным агентом ЦРУ, которого сыграл Джоэл Эдгертон, в шпионском триллере Фрэнсиса Лоуренса «Красный воробей», основанном на одноимённом романе Джейсона Мэтьюза. Во время подготовки к роли Дженнифер училась разговаривать с русским акцентом и четыре месяца занималась балетом. Съёмки обнажённых сцен помогли Лоуренс залечить раны, полученные в результате взлома интимных фотографий. Журналист Эрик Кон из сайта IndieWire раскритиковал финал картины, но похвалил игру Лоуренс и Шарлотты Рэмплинг. В 2019 году Лоуренс в четвёртый и последний раз сыграла Мистик в кинокомиксе «Люди Икс: Тёмный Феникс», который был разгромлен критиками и провалился в прокате.

### Перерыв и возвращение в кино (с 2020 года)

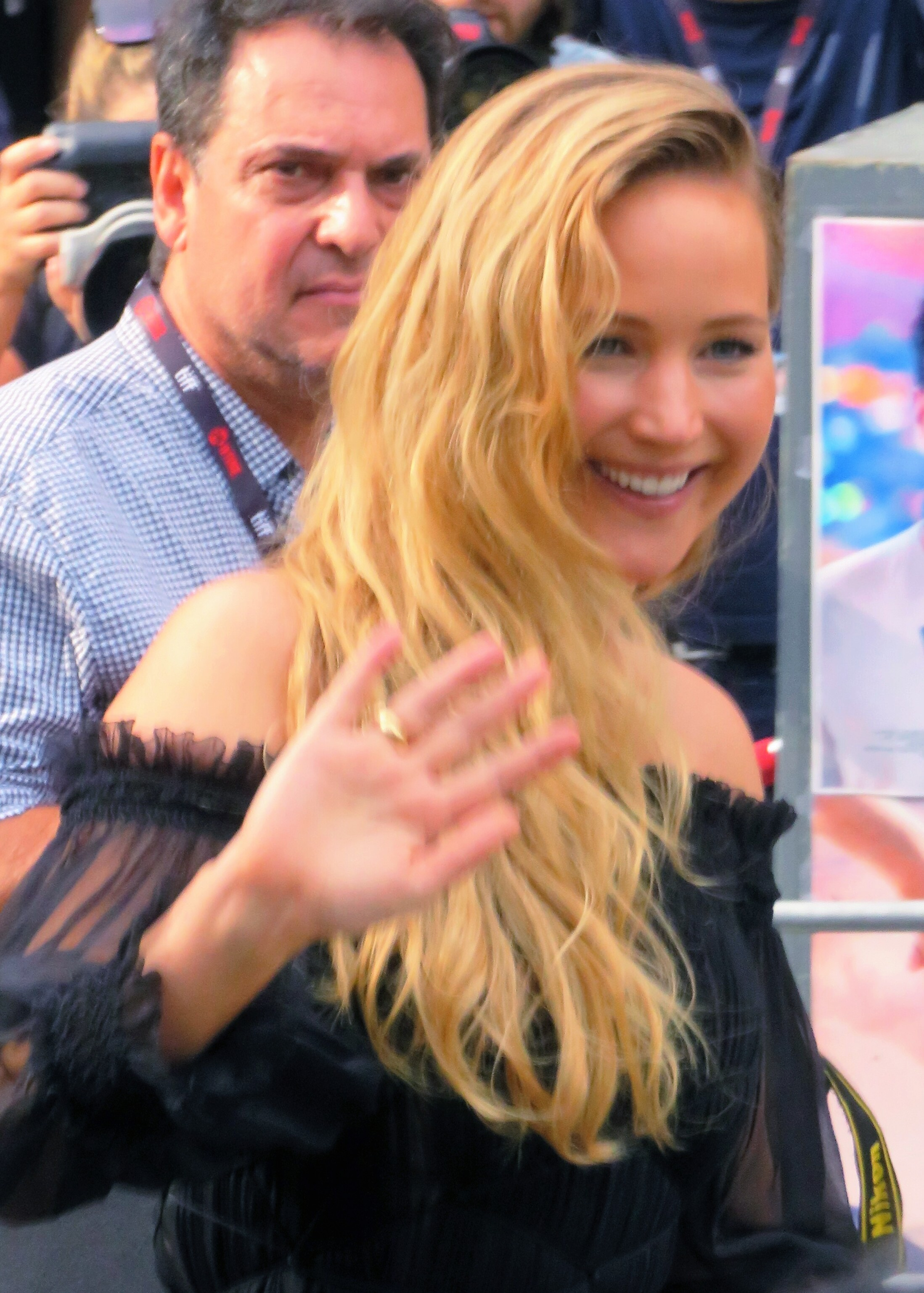
Лоуренс на кинофестивале в Торонто в 2022 году

После ролей в фильмах, которые были неоднозначно встречены критиками, Лоуренс взяла небольшой перерыв в актёрской карьере. Актриса оказалась недовольна своими фильмами, пыталась избежать внимания прессы и занималась домашними делами. В 2021 году Лоуренс вернулась с фильмом Адама Маккея «Не смотрите наверх», вышедшем на Netflix. Ещё с 19 лет актриса хотела поработать с Маккеем. За роль Лоуренс заплатили 25 миллионов долларов. Дженнифер и её коллега по фильму Леонардо Ди Каприо сыграли двух астрономов, пытающихся предупредить человечество о надвигающейся комете. Ради роли Лоуренс перекрасила волосы в красный цвет и коротко подстриглась. В интервью журналу Vogue актриса рассказала, что широко исследовала облик начинающих астрофизиков. Критики встретили картину неоднозначно, но похвалили игру Ди Каприо и Лоуренс. Сайбалу Чаттерджи из NDTV было приятно смотреть на них, а редактор Digital Spy Иэн Сэндвелл назвал дуэт мощным. За фильм Лоуренс получила пятую номинацию на «Золотой глобус». Фильм побил на Netflix рекорд по числу просмотров, набрав 152 миллиона часов за одну неделю, и занял второе место среди самых просматриваемых фильмов платформы за 28 дней с момента премьеры.
Лоуренс сыграла страдающего черепно-мозговой травмой солдата в независимой драме Лайлы Нойгебауер «Мост через озеро». Также актриса спродюсировала картину компанией Excellent Cadaver, которую основала в 2018 году. Журналистка издания Vulture Элисон Уилмор сравнила её роль с «Зимней костью» и сделала вывод, что «Мост через озеро» считается ценным напоминанием о том, насколько убедительной может быть Лоуренс, а также многообещающим признаком того, что актриса готова искать небольшие проекты и работать с начинающими режиссёрами. Лоуренс спродюсировала документальный фильм Сахры Мани «Хлеб и розы» об афганских женщинах, живущих во время правления талибов. Лоуренс мечтала поработать в комедии и согласилась на участие в секс-комедии Джина Ступницкого «Без обид», которую актриса также спродюсировала. В этом фильме она сыграла столкнувшуюся с банкротством молодую женщину, которая принимает предложение богатых родителей встречаться с их 19-летним сыном-интровертом в исполнении Эндрю Барта Фельдмана. Рецензенты благосклонно отозвались о фильме и оценили комедийный талант Лоуренс. За роль она получила ещё одну номинацию на «Золотой глобус».
Лоуренс спродюсирует и сыграет главную роль в триллере Линн Рэмси «Умри, моя любовь».

## Признание
Сайт IndieWire описал Лоуренс как приземлённую, самокритичную и непринуждённую персону вне съёмок. Режиссёр «Не смотрите наверх» Адам Маккей назвал Лоуренс сильной, смешной и честной женщиной. «Никто не умеет прекрасно злиться, как Джен», — говорил постановщик. Автор IGN Рот Корнет назвала актрису остроумной, весёлой и изворотливой. По её мнению, Лоуренс не перестаёт держаться на ногах, несмотря на свой значительный успех. Лоуренс считала актёрскую профессию глупой по сравнению с теми, которые связаны со спасением жизни, такими как врачи. Актриса не верит, что нужно хвастаться своими успехами. 

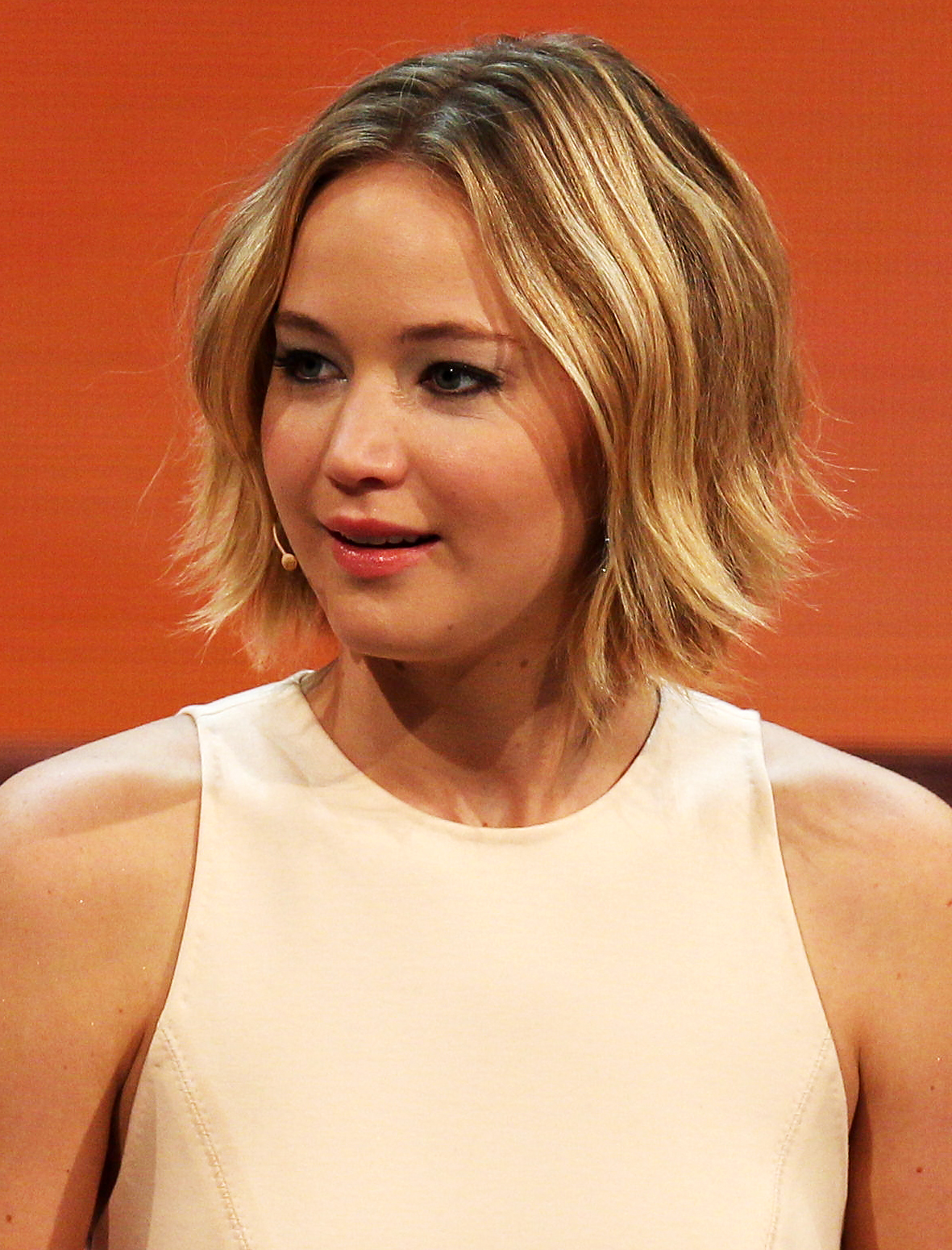
Лоуренс в 2014 году

В 2012 году Rolling Stone признал Лоуренс самой талантливой молодой актрисой Америки. Её коллега по «Голодным играм» Дональд Сазерленд назвал Дженнифер блистательной актрисой и сравнил её с Лоренсом Оливье. Дэвид О. Расселл, с которым Лоуренс вместе работала над фильмами «Мой парень — псих», «Афера по-американски» и «Джой», признавался, что она делает так, чтобы её игра казалась лёгкой и не требовала никаких усилий. Она не училась актёрскому мастерству и не увлекалась театром. Её актёрский подход основывался на наблюдении за окружающими её людьми. В 2010 году она рассказывала, что не вкладывала никакие живые эмоции в своих персонажей и просто полагалась на силу своего воображения: «Я не могу ходить вокруг до около в поисках ролей, которые в точности напоминали бы мою жизнь».
Лоуренс стала одной из самых высокооплачиваемых актрис в мире. В 2014 году газета The Daily Telegraph сообщила, что актриса зарабатывает 10 миллионов долларов за каждый фильм. В 2013 году журнал Time включил Лоуренс в список одной из ста самых влиятельных людей в мире, Elle признал её самой влиятельной женщиной в сфере развлечений, а Forbes поставил её на второе место среди самых влиятельных актрис, уступив лишь Анджелине Джоли. В 2014 году Forbes назвал Лоуренс второй самой высокооплачиваемой актрисой в мире с гонораром в 34 миллиона долларов и назвал её самой влиятельной актрисой. В списке Celebrity 100 она заняла 12-е место. В 2015 и 2016 годах актриса снова фигурировала в списке. В 2012 и 2015 годах Entertainment Weekly признал Лоуренс «Артистом года». Актриса попала в Книгу рекордов Гиннесса как кассовая героиня боевиков. В 2015 и 2016 годах Forbes признал Лоуренс самой высокооплачиваемой актрисой в мире с гонораром в 52 миллиона и 46 миллионов долларов соответственно. В 2017 году она оказалась на третьей строчке с гонораром в 24 миллиона, в 2018 году — на четвёртой с 18 миллионами. Журнал The Hollywood Reporter включил Лоуренс в рейтинг ста самых влиятельных людей в сфере развлечений с 2016 по 2018 год. По состоянию на 2019 год фильмы с участием актрисы собрали в прокате свыше 6 миллиардов долларов.
В 2011 году Лоуренс попала в список «Самых сексуальных и перспективных женщин» от Victoria’s Secret. Также в 2011 и 2013 годах она попала в рейтинг самых красивых людей по версии журнала People. С 2011 по 2014 год актриса фигурировала в списке Hot 100 от Maxim. В 2014 году она возглавила рейтинг 100 самых сексуальных женщин по версии FHM. С 2013 по 2015 год Лоуренс фигурировала в списке самых стильных женщин журнала Glamour и заняла первое место в 2014 году. Пока Раф Симонс возглавлял Dior, Лоуренс стала послом бренда. Она часто появляется на красных дорожках в нарядах от Dior. В день своей свадьбы она надела свадебное платье Dior, сшитое на заказ.

## Другая деятельность

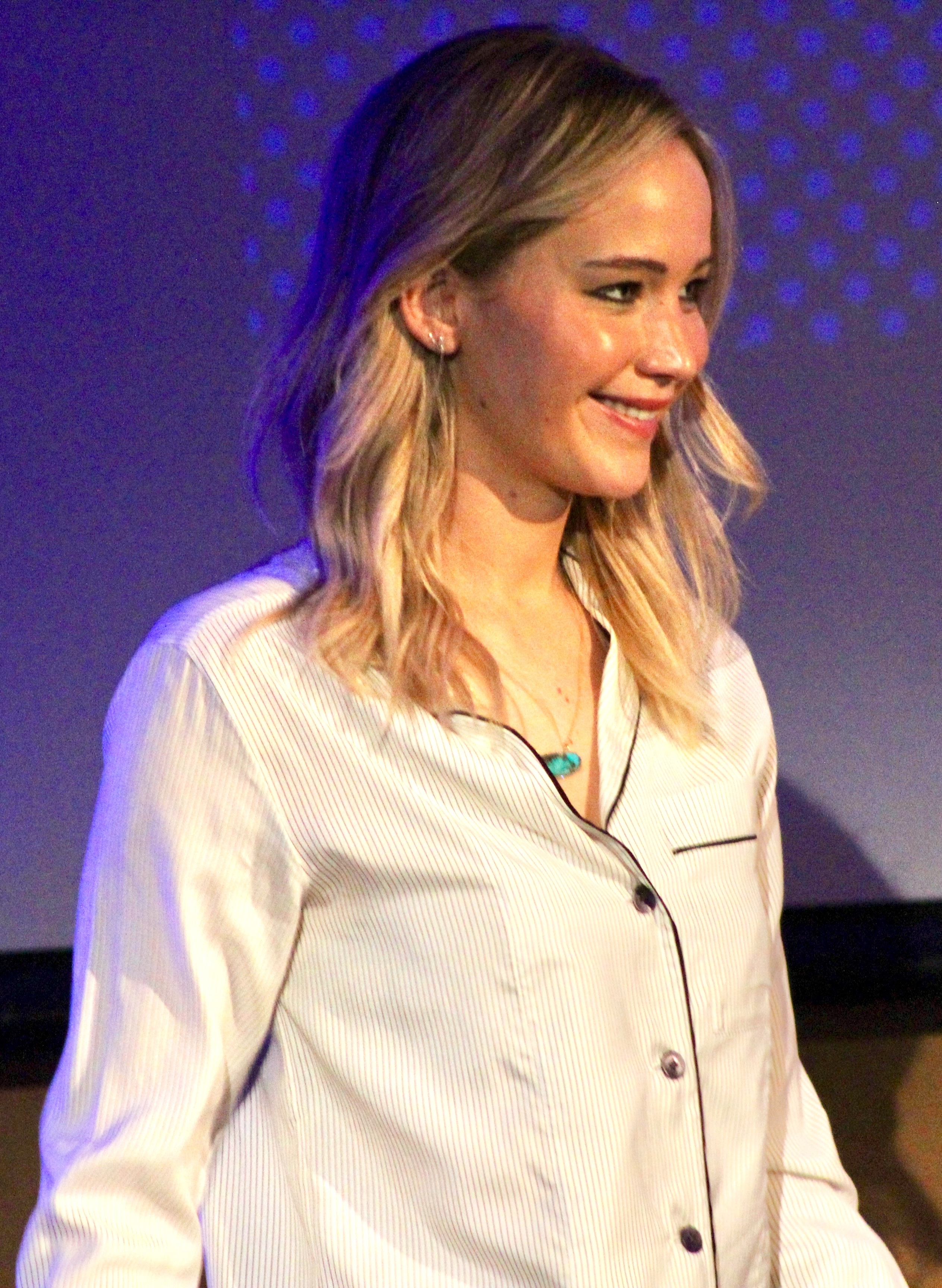
Лоуренс в Тулейнском университете в 2018 году

Лоуренс считает себя феминисткой. По её мнению, такой термин не должен пугать людей, потому что феминизм означает равенство. Актриса поддерживает бодипозитив среди женщин. В 2015 году Дженнифер написала эссе с критикой гендерного разрыва в оплате труда в Голливуде и описала свой опыт работы в киноиндустрии. В качестве примера она привела маленький гонорар, который она заработала за роль в ленте «Афера по-американски», в отличие от её коллег-мужчин. В интервью журналу Vogue в 2015 году актриса осудила окружного клерка Кентукки Ким Дэвис за её несогласие с однополыми браками. Лоуренс воспитывалась республиканцем и на президентских выборах 2008 года проголосовала за Джона Маккейна, но с тех пор критиковала партию. Лоуренс решительно выступала против президентства Дональда Трампа и заявила в 2015 году, что его избрание «станет концом света». На президентских выборах 2020 года актриса поддержала Джо Байдена.
В 2011 году Лоуренс стала членом Академии кинематографических искусств и наук. Она поддержала несколько благотворительных организаций, в частности Всемирную продовольственную программу, Feeding America и Thirst Project. Дженнифер вместе со своими коллегами по «Голодными играми» Джошом Хатчерсоном и Лиамом Хемсвортом сотрудничала с Организацией Объединённых Наций в освещении проблем с бедностью и голодом. Лоуренс организовала показ «Голодных игр: И вспыхнет пламя» в поддержку центра Святой Марии, фонда по оказанию помощи инвалидам в Луисвилле, и собрала свыше 40 000 долларов. Вместе с благотворительной вещательной сетью Chideo она собрала деньги для Всемирных летних специальных олимпийских игр 2015 года и устроила показал картины «Серена». Также Дженнифер сотрудничала с организацией Omaze в проведении конкурса по сбору средств для игр в рамках премьеры фильма «Голодные игры: Сойка-пересмешница. Часть 1».
В 2015 году Лоуренс вместе с Хатчерсоном и Хемсвортом в рамках проекта Prank It FWD организовала сбор средств для некоммерческой организации DoSomething. В том же году актриса основала Jennifer Lawrence Foundation ради поддержки таких благотворительных фондов, как клуб мальчиков и девочек Америки и специальная Олимпиада. В 2016 году она пожертвовала 2 миллиона долларов детской больнице Kosair в Луисвилле ради появления отделения интенсивной терапии для больных с сердечно-сосудистыми заболеваниями. Лоуренс стала членом некоммерческой организации RepresentUs, добивающейся принятия антикоррупционных законов в США. В 2018 году она вместе с 300 голливудскими актрисами вошли в организацию Time's Up, направленную на защиту женщин от домогательств и дискриминации. В этом же году Лоуренс приняла участие в Марше женщин в Лос-Анджелесе. Также актриса выступила в поддержку сохранения рейтингового голосования в штате Мэн.

## Личная жизнь
Лоуренс росла в строго консервативной и республиканской семье. В 2008 году она проголосовала за Джона Маккейна. Позже она стала демократкой, когда услышала шутку в ситкоме «Студия 30». Кроме того, несмотря на строгое христианское воспитание, в 2017 году Лоуренс назвала себя «нерелигиозной», но призналась, что всё ещё молится и отвергает ярлык атеистки.
В 2010 году во время съёмок кинокомикса «Люди Икс: Первый класс» Лоуренс начала встречаться со своим коллегой по фильму Николасом Холтом. Их отношения закончились после окончания съёмок «Люди Икс: Дни минувшего будущего» в августе 2014 года. В 2014 году Лоуренс стала одной из жертв массового взлома аккаунтов знаменитостей, в результате которого её интимные фотографии были выложены в интернет. Актриса назвала утечку сексуальным преступлением и подчеркнула, что просмотр своих фото увековечивает сексуальное правонарушение. Позже актриса отмечала, что её фотографии были сделаны во время её отношений с Холтом, и что она не собиралась подавать в суд на компанию Apple.
Когда Лоуренс было 20 лет, она забеременела. Она планировала сделать аборт, но вместо этого в Монреале у неё случился выкидыш. В сентябре 2016 года актриса начала встречаться с режиссёром Дарреном Аронофски. Оба познакомились во время съёмок психологического хоррора «Мама!». Пара рассталась в ноябре 2017 года. В 2018 году у Дженнифер завязались отношения с директором художественной галереи Куком Марони, после того, как их познакомила актриса Лора Симпсон. Пара обручилась в феврале 2019 года. В мае того же года они провели вечеринку в честь помолвки в кафе River в Бруклине. Лоуренс и Марони поженились 19 октября 2019 года в особняке Белкорт в Ньюпорте в Род-Айленде. Свой медовый месяц они провели на курорте NIHI Sumba в Индонезии, в частном доме владельца курорта Дж. Кристофера Берча. С мая 2019 года Дженнифер и Кук проживают в Нижнем Манхэттене и Беверли-Хиллз. Во время съёмок «Не смотрите наверх» у Лоуренс случился второй выкидыш, и ей потребовалась процедура дилатации и кюретажа. В феврале 2022 года Лоуренс родила сына Сая, названного в честь американского художника Сая Твомбли. В октябре 2024 года представитель актрисы сообщил, что она беременна вторым ребёнком.
Лоуренс — сторонница ЛГБТК+ сообщества. Во время выступления на церемонии вручения наград GLAAD Media Awards 2024 она выразила поддержку сообществу и добавила, что её «первой любовью» был гомосексуал. Лоуренс упомянула: «Я годами пыталась обратить его в свою веру, но теперь я поняла, что конверсионная терапия не сработала». Также Лоуренс поддерживает право на аборт. В 2021 году она побывала на митинге за справедливость в отношении абортов в Вашингтоне, пока была беременна. Лоуренс вместе с Эми Шумер держала плакат с надписью «Женщины не могут быть свободными, если они не следят за своим телом». 

## Фильмография
| Год       |    | Русское название                           | Оригинальное название              | Роль                     |
| --------- | -- | ------------------------------------------ | ---------------------------------- | ------------------------ |
| 2006      | тф | Городская компания                         | Company Town                       | Кэйтлин                  |
| 2006      | с  | Детектив Монк                              | Monk                               | Талисман                 |
| 2007      | с  | Детектив Раш                               | Cold Case                          | Эбби Брэдфорд            |
| 2007      | с  | Медиум                                     | Medium                             | Клэр Чейз                |
| 2007—2009 | с  | Шоу Билли Ингвала                          | The Bill Engvall Show              | Лорен Пирсон             |
| 2008      | ф  | Вечеринка в саду                           | Garden Party                       | Тиффани                  |
| 2008      | ф  | Дом покера                                 | The Poker House                    | Агнесс                   |
| 2008      | ф  | Пылающая равнина                           | The Burning Plain                  | Марианна                 |
| 2010      | ф  | Зимняя кость                               | Winters Bone                       | Ри Долли                 |
| 2011      | ф  | Как сумасшедший                            | Like Crazy                         | Сэм                      |
| 2011      | ф  | Бобёр                                      | The Beaver                         | Нора                     |
| 2011      | ф  | Люди Икс: Первый класс                     | X-Men First Class                  | Рейвен Даркхолм / Мистик |
| 2012      | ф  | Голодные игры                              | The Hunger Games                   | Китнисс Эвердин          |
| 2012      | ф  | Мой парень — псих                          | Silver Linings Playbook            | Тиффани Максвелл         |
| 2012      | ф  | Дом в конце улицы                          | House at the End of the Street     | Элисса Кэссиди           |
| 2012      | ф  | Дьявол, которого ты знаешь                 | Devil You Know                     | Зои Хьюз в молодости     |
| 2013      | ф  | Голодные игры: И вспыхнет пламя            | The Hunger Games Catching Fire     | Китнисс Эвердин          |
| 2013      | ф  | Афера по-американски                       | American Hustle                    | Розалин Розенфельд       |
| 2014      | ф  | Люди Икс: Дни минувшего будущего           | X- Men: Days of Future Past        | Рейвен Даркхолм / Мистик |
| 2014      | ф  | Серена                                     | Serena                             | Серена Пембертон         |
| 2014      | ф  | Голодные игры: Сойка-пересмешница. Часть 1 | The Hunger Games Mockingjay Part 1 | Китнисс Эвердин          |
| 2015      | ф  | Голодные игры: Сойка-пересмешница. Часть 2 | The Hunger Games Mockingjay Part 2 | Китнисс Эвердин          |
| 2015      | ф  | Джой                                       | Joy                                | Джой Мангано             |
| 2016      | ф  | Люди Икс: Апокалипсис                      | X-Men: Apocalypse                  | Рейвен Даркхолм / Мистик |
| 2016      | ф  | Пассажиры                                  | Passengers                         | Аврора Лейн              |
| 2017      | ф  | Мама!                                      | Mother!                            | мать                     |
| 2018      | ф  | Красный воробей                            | Red Sparrow                        | Доминика Егорова         |
| 2019      | ф  | Люди Икс: Тёмный Феникс                    | Dark Phoenix                       | Рейвен Даркхолм / Мистик |
| 2021      | ф  | Не смотрите наверх                         | Don't Look Up                      | Кейт Дибиаски            |
| 2022      | ф  | Мост через озеро                           | Causeway                           | Линси                    |
| 2023      | ф  | Без обид                                   | No Hard Feelings                   | Мэдди Баркер             |
| 2025      | ф  | Умри, моя любовь                           | Die, My Love                       | Грейс                    |

## Музыкальные видео
| Год  | Название          | Исполнитель | Ист.   |
| ---- | ----------------- | ----------- | ------ |
| 2010 | «The Mess I Made» | Parachute   | [ 24 ] |

## Награды и номинации
Лоуренс выиграла «Оскар» за лучшую женскую роль в фильме «Мой парень — псих». Актриса получила три премии «Золотой глобус»: «Лучшая женская роль — комедия или мюзикл» за «Мой парень — псих» и «Джой» и «Лучшая женская роль второго плана» за «Афера по-американски». Также она выиграла премию BAFTA за лучшую женскую роль второго плана в «Афера по-американски».

## Комментарии
1. 1 2  В российском прокате героиню зовут Вероника Егорова[95].